# Z shell
O Z-shell ou Zsh é um interpretador de comandos tipo Unix (shell (computação)) que, dos shells padrão, mais se assemelha ao Korn shell (ksh); sua compatibilidade com o shell Korn de 1988 vem aumentando gradualmente. Ele inclui vários tipos de aprimoramentos, principalmente no editor de linha de comando, opções para personalizar seu comportamento, globbing de nome de arquivo, recursos para fazer com que os usuários do C-shell (csh) se sintam mais à vontade e recursos extras extraídos do tcsh (outro shell personalizado).

## História
Foi escrito por Paul Falstad em 1990 quando estudava na Universidade de Princeton; no entanto, Falstad não a mantém mais. O Zsh é distribuído sob os direitos autorais de estilo padrão de Berkeley. O nome Zsh deriva do nome do professor de Yale Zhong Shao (na época um assistente de ensino da Universidade de Princeton) - Paul Falstad considerou o ID de login de Shao, "Zsh", como um bom nome para um shell.

## Recursos
Zsh é uma linguagem de programação poderosa. Aqui estão algumas coisas nas quais o Zsh é particularmente bom. Nenhuma reivindicação de exclusividade é feita, especialmente quando os shells se copiam, embora nas áreas de edição de linha de comando e globbing, Zsh esteja bem à frente da concorrência. Não conheço um recurso interativo importante em nenhum outro shell que seja disponível gratuitamente que o Zsh também não possua (exceto recursos menores).
- Edição de linha de comando:
- completação programável: incorpora a capacidade de usar toda a potência dos recursos de programação de globbing e shell do zsh, geralmente associada à tecla TAB,
- comandos de várias linhas editáveis como um único buffer, com \Enter para nova linha continuada,
- edição de variável (vared),
- pilha de buffer de comando,
- imprima o texto diretamente no buffer para edição imediata (print -z),
- execução de comandos não acoplados,
- completação de menu em dois sabores, geralmente associada à tecla TAB,
- completação de variável, função de edição e nome de opção,
- expansão em linha de variáveis e comandos de histórico.

- Globbing - extremamente poderoso, incluindo:
- globbing recursivo (cf. find),
- qualificadores de atributo de arquivo (tamanho, tipo, etc. também cf. find),
- alternância total e negação de padrões.

- Manipulação de vários redirecionamentos (mais simples que o tee (comando)).
- Grande número de opções para alfaiataria.
- Expansão do caminho (= foo -> / usr / bin / foo).
- Mensagens adaptáveis para ortografia, observação, hora e prompt (incluindo expressões condicionais).
- Diretórios nomeados.
- Aritmética de número inteiro e ponto flutuante abrangente.
- Manipulação de vetores (incluindo assinatura reversa).
- Vetores associativos (hashes de chave para valor).
- Correção ortográfica.

## Oh My Zsh

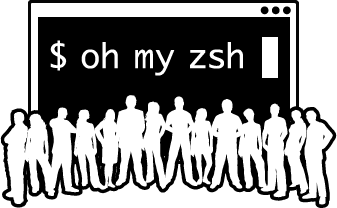
Oh My Zsh logo

Oh My Zsh - Estrutura orientada pela comunidade (com mais de 1500 colaboradores) para gerenciar sua configuração Zsh. Inclui mais de 200 plug-ins opcionais (rails, git, OSX, hub, capistrano, cerveja, formiga, php, python, etc), mais de 140 temas e uma ferramenta de atualização automática para facilitar o acompanhamento com as atualizações mais recentes da comunidade.